# 畸形足
畸形足是一种先天性障碍，是指嬰兒出生時一隻腳或雙腳不正常的自然彎曲。其中男嬰患上畸形足的概率比女嬰更大。出現畸形足的概率為四百分之一。 如果不及時治疗，畸形足會造成患者行動異常、疼痛以及行走困难。目前尚未釐清造成畸形足的確切原因。 据信遗传和环境因素都有可能導致嬰兒出現畸形足。 